# Де Альбертис, Себастьян
Себастьяно де Альберти (итал. Sebastiano De Albertis; 14 января 1828, Милан — 28 ноября 1897, Милан) — итальянский художник-баталист. Учитель Эмилио Гола.

## Биография
Родился 14 января 1828 года, в Милане. Во время обучения в Академии Брера, работал в мастерских Джироламо и Доменико Индуно. Участвовал в выставках Бреры, где выставлял картины на военные и исторические темы. Вернувшись, в 1855 году в Милан, вместе с Транквилло Кремоне и Элеутрио Пальянья, вступил в общество «Società della Confusion». В 1884 году, был назначен членом комитета по созданию музей Рисорджименто.

## Картины

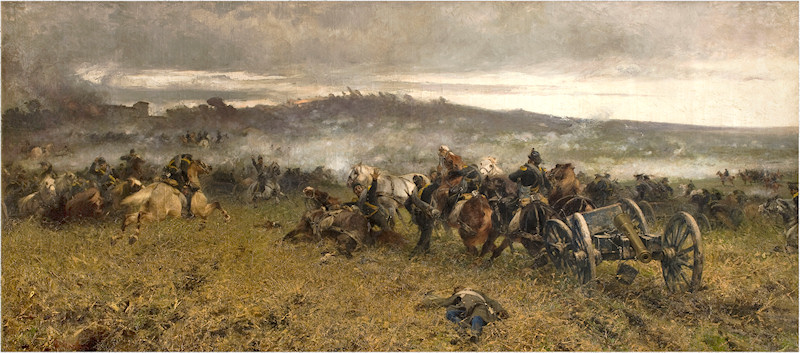
Атака артиллеристов III-й дивизии во время Битвы при Сольферино. 1887
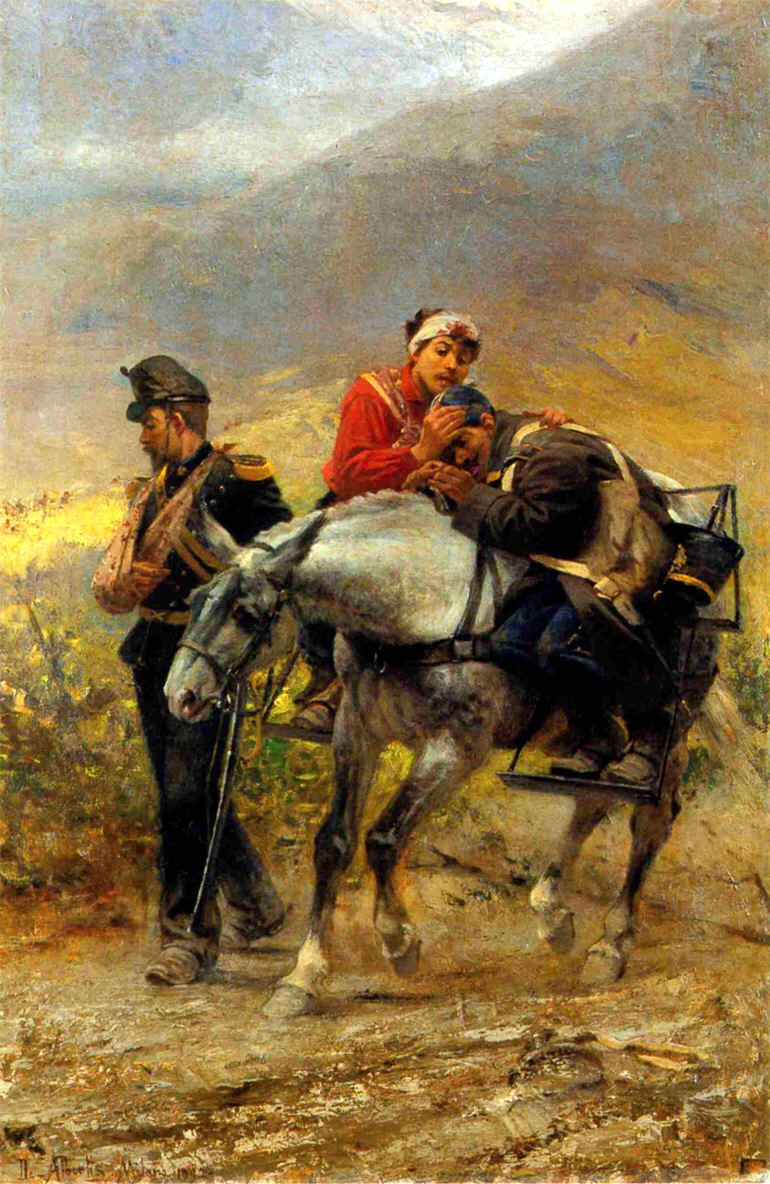
Компания Битвы при Бецекке, 1891-1892